# 愚蠢

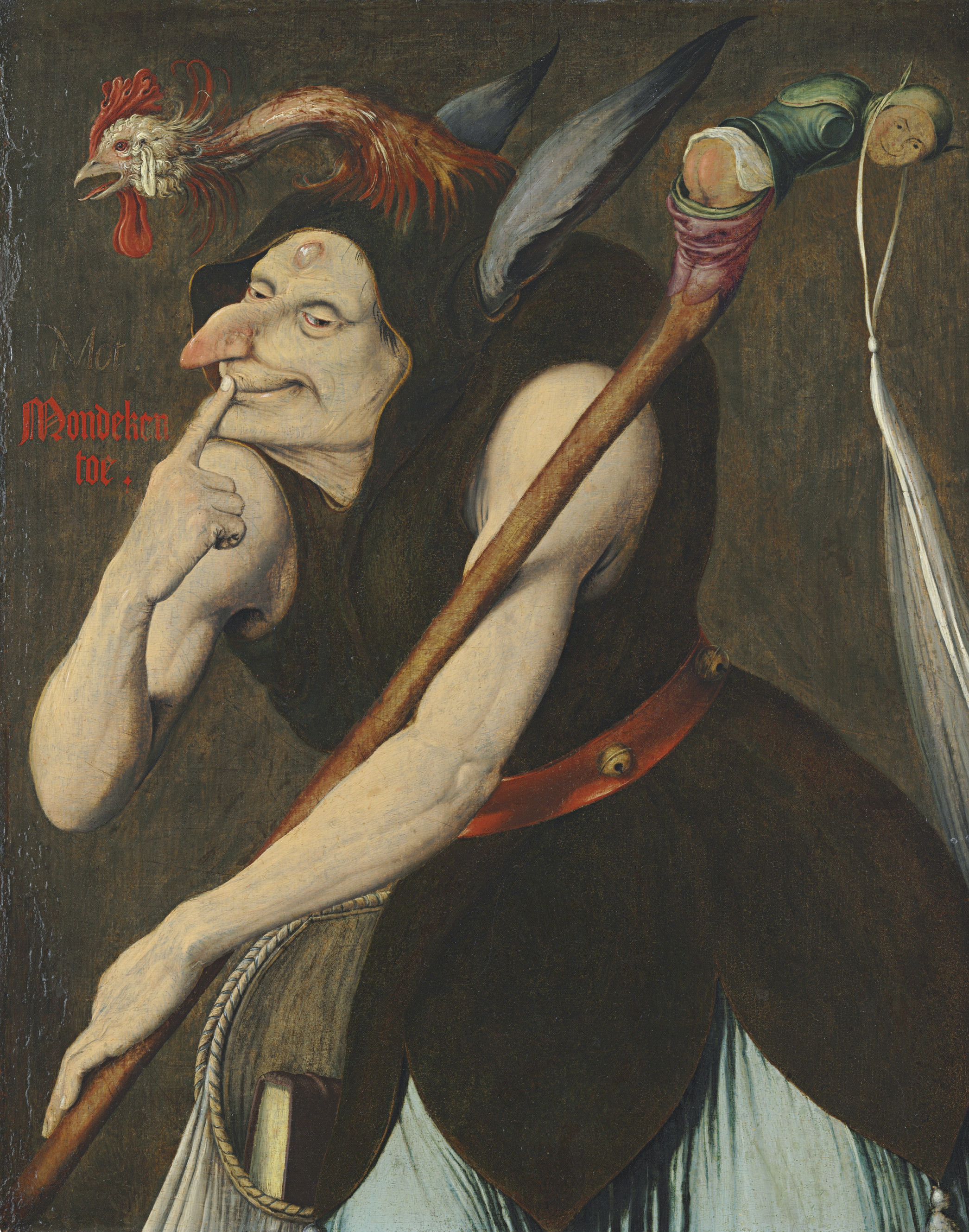
An Allegory of Folly（16世紀早期）由Quentin Matsys所畫

愚蠢是指缺乏智慧、理解、理性或妙语。愚蠢和愚昧不同，後者與智慧的關係較大，而前者與智力的關係較大。它可能是与生俱来的，也可能是假扮的或反应性的（為了逃避悲傷或創傷）。愚蠢的角色经常被用于小说故事中的喜剧。沃尔特·皮特金称愚蠢为「邪恶」（evil），但威廉·布莱克和卡尔·古斯塔夫更浪漫地认为，愚蠢可以成为智慧之母。
愚蠢可以用在廣泛的用途上，因為這個行為本身並沒有特定的定義，可以是反應遲鈍，也可以是缺乏自理能力。